# Кутхины баты
Кутхины баты — обнажения пемзовых скал в Елизовском районе Камчатского края, урочище в долине Озёрной реки. Бывший памятник природы.
Кутхины баты представляют собой обнажения скал, образованных временными водотоками и ветровой эрозией. Бежево-охристые по цвету скалы напоминают своей формой древние лодки ительменов — баты, стоящие вертикально. Высота скал — до 110 м. В летнее время заросли ольхового стланика вокруг скал придают им особую контрастность. Толща пемз образовалась в результате излияния 6 пемзовых потоков большой мощности — от 12–15 до 30 м. Существующая приблизительно 5–6 тысяч лет территория сохранилась в первозданном виде. Покров пемзы образовался 8 тысяч лет назад.